# Sonate pour piano no 2 de Milhaud
Pour les articles homonymes, voir Sonate pour piano (homonymie).
La Sonate pour piano no 2 opus 293 de Darius Milhaud est une sonate pour piano composée à Carpinteria en 1949 et dédiée à Monique Haas.

## Histoire
Darius Milhaud compose sa deuxième sonate pour piano en 1949. Elle est créée à la BBC le 4 mars 1950 par Monique Haas, pianiste et dédicataire de l'œuvre,.

## Structure et analyse
La Sonate, d'une durée moyenne d'exécution de quinze minutes quarante-cinq environ, est constituée de quatre mouvements, :
1. Alerte, qui « évolue dans un style simple et dépouillé, et sur de souples arabesques, — malgré d'audacieuses modulations s'exprimant avec naturel[1] » ;
2. Léger, sur un rythme à 
 « qui évoque d'abord la danse[1] » ;
3. Doucement, « dont la suave mélodie se voit brutalement interrompue par des traits rapides et capricieux, qui ralentissent bientôt pour terminer calmement[1] » ;
4. Rapide, finale « plein de rythme » qui « conclut joyeusement, — avec cet entrain méridional qui est une des caractéristiques de l'art de Milhaud[1] ».

Paul Collaer relève « la richesse d'invention » de l'œuvre, « où le jaillissement sans cesse renouvelé des dessins mélodiques se rapproche de la conception mozartienne et s'écarte du développement thématique du XIXe siècle ».
La partition est publiée par Heugel. Dans le catalogue des œuvres de Darius Milhaud, la Sonate pour piano no 2 porte le numéro d'opus 293,.